# Péninsule Bruce

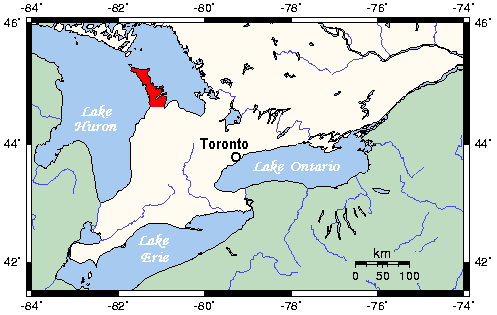
Carte du sud de l'Ontario avec la péninsule-Bruce en rouge

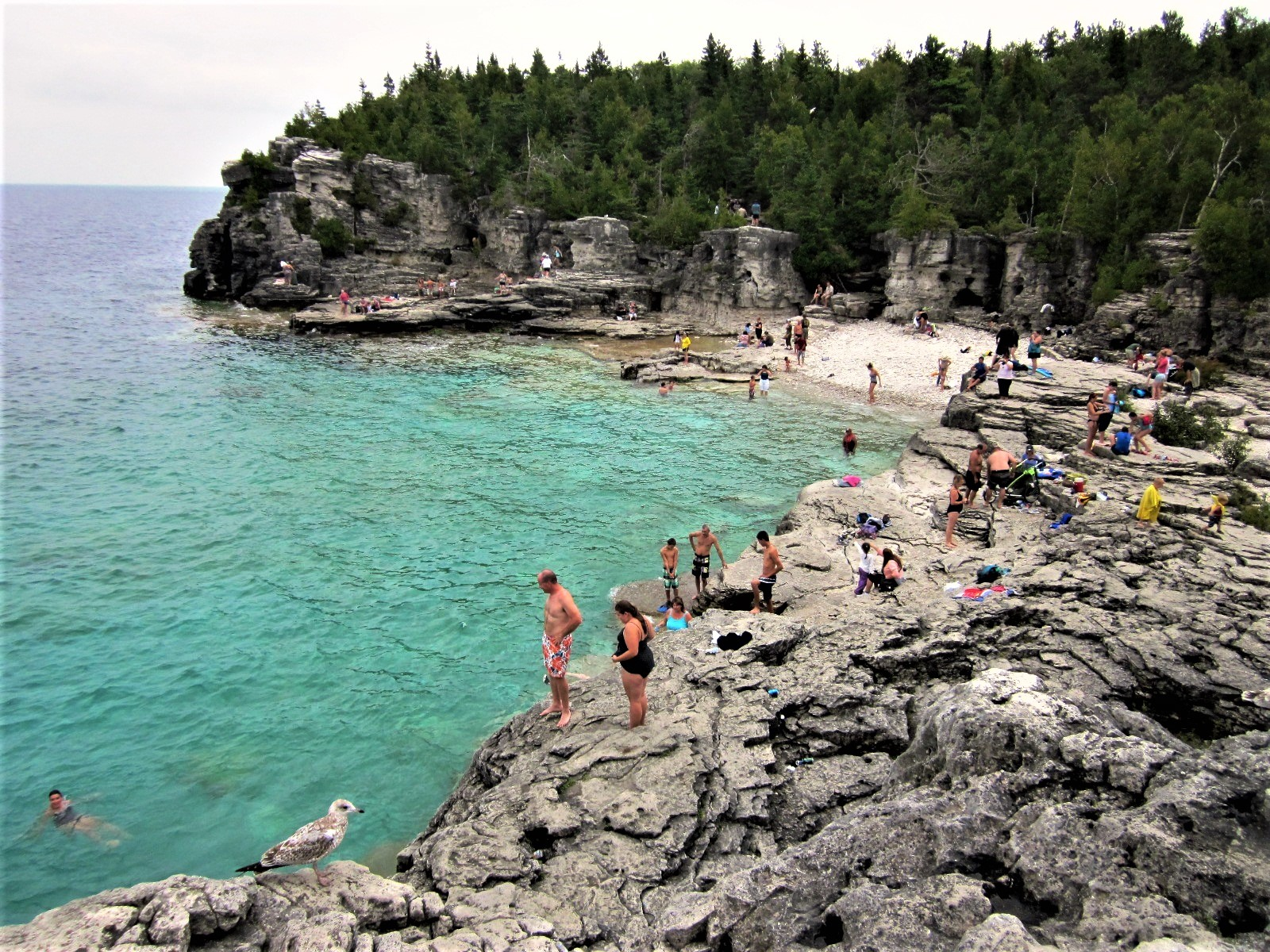
Parc national de la Péninsule-Bruce

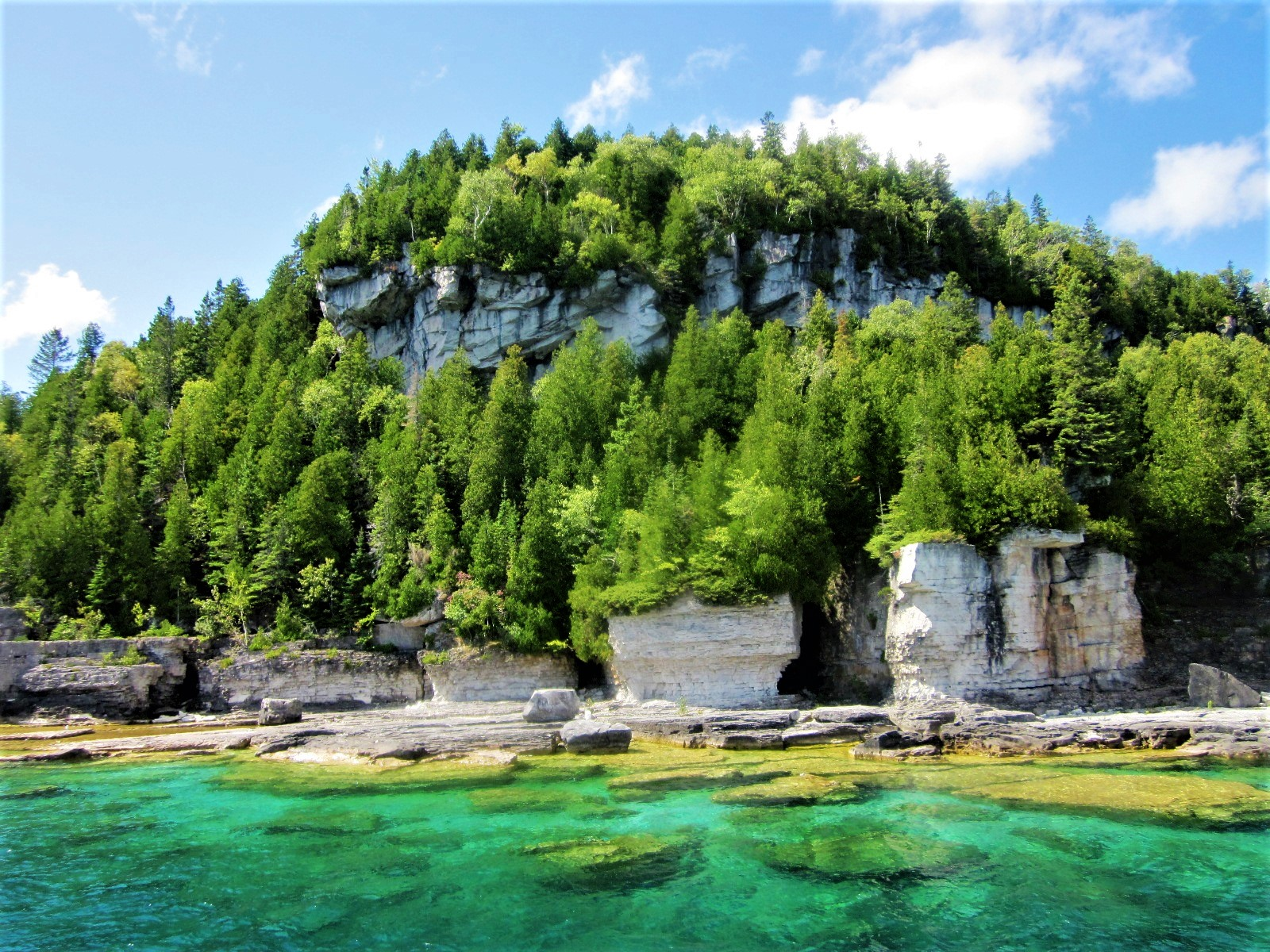
Île Flowerpot, Parc marin national Fathom Five

La péninsule Bruce est une bande de terre entre le lac Huron et la baie Géorgienne au Canada. C'est une région de la province de l'Ontario ayant un axe nord-sud qui suit l'escarpement du Niagara et pointe vers l'île Manitoulin. Elle fait partie du comté de Bruce et tire son nom de James Bruce (Lord Elgin), gouverneur général du Canada de 1847 à 1854. La péninsule est une zone touristique importante à environ 3 heures de route au nord-ouest de Toronto. 
La région compte deux parcs nationaux canadiens, soit le parc national de la Péninsule-Bruce et le parc marin national de Fathom Five, plus d'une demi-douzaine de parc provinciaux de l'Ontario, l'Observatoire des oiseaux migrateurs de la péninsule-Bruce et le sentier de randonnée « Bruce trail ».

## Histoire

### Autochtones
Des recherches historiques et archéologiques ont démontré que les Outaouais furent les premiers habitants de ce territoire. La tradition orale fait remonter leur colonisation à plus de 7 500 ans et la baie Hope est communément connue par les Autochtones comme Nochemoweniing ou Place de la guérison. Deux tribus de la nation Ojibwés occupaient la vallée de la rivière Saugeen et la péninsule Bruce bien au moment de l'arrivée des Européens : les Saugeen et les Ojibwés de Nawash. Ils contrôlèrent la région jusqu'au milieu des années 1800 alors qu'en 1836, les Saugeen signèrent un traité avec Sir Francis Bond Head pour échanger les terres du sud de la péninsule contre l'enseignement de l'agriculture, de l'éducation pour devenir « civilisés » et pour une protection permanente de leurs territoires par la Couronne britannique.
En 1854, les Saugeen furent forcés de signer un autre traité pour le reste de la péninsule. Ce traité fut contesté en 1994, les Saugeen déclarant que la Couronne n'avait pas respecté ses obligations. Toujours devant les tribunaux, cette réclamation vise à la restitution des terres publiques à la tribu et une compensation financière pour les autres terres privées.

### Colonisation
Les Britanniques commencèrent à pénétrer sur la péninsule au milieu des années 1800, attirés par le potentiel de la pêche et de la forêt plutôt que par l'agriculture de cette région rocheuse mais boisée. En 1881, la première scierie fut construite à Tobermory. Moins de vingt ans plus tard, la forêt la plus rentable avait disparu. Les débris de coupe laissés sur place amplifièrent également les zones affectées par des feux de forêt. Au milieu des années 1920, la péninsule était devenue presque chauve. Du côté de la pêche, la lamproie atteignit les Grands Lacs en 1932 et dévasta les stocks de poissons, ce qui mit éventuellement un terme à la pêche commerciale. Les villages nés de ces deux industries se vidèrent donc graduellement. Au cours des années 1970, les villégiateurs découvrirent la région. Venant surtout du Grand Toronto, ils dépassent maintenant en nombre la population permanente.